# Feale
De Feale (Iers: An Fhéil, Abhainn na Féile) is een rivier in Ierland. Ze ontspringt in de Mullaghareirk Mountains bij Rockchapel in het graafschap Cork en stroomt vervolgens naar het noordwesten langs Abbeyfeale (County Limerick) en Listowel (County Kerry) om ten slotte voorbij Ballyduff in het estuarium van de Shannon uit te monden.